# Cratocentrus ruficornis
Espèce
Synonymes
- Cerachalcis argenteopilosa (Cameron, 1907)
- Cratocentrus bicornutus Cameron, 1907
- Cratocentrus auropilosus Cameron, 1911
- Cratocentrus argenteopilosus Cameron, 1907
- Cerachalcis auropilosa (Cameron, 1911)
- Cerachalcis bicornuta (Cameron, 1907)
- Cerachalcis elegans Masi, 1944
- Cratocentrus elegans (Masi, 1944)

Cratocentrus ruficornis est une espèce d'insectes hyménoptères de la famille des Chalcididae et de la sous-famille des Chalcidinae. Elle est trouvée en Namibie, Afrique du Sud et au Zimbabwe.